# Weißenohe
Weißenohe là một đô thị thuộc huyện Forchheim trong bang Bayern nước Đức. Đô thị Weißenohe có diện tích 4,71 km², dân số thời điểm 31 tháng 12 năm 2006 là 1124 người.